# Gipfelkreuz

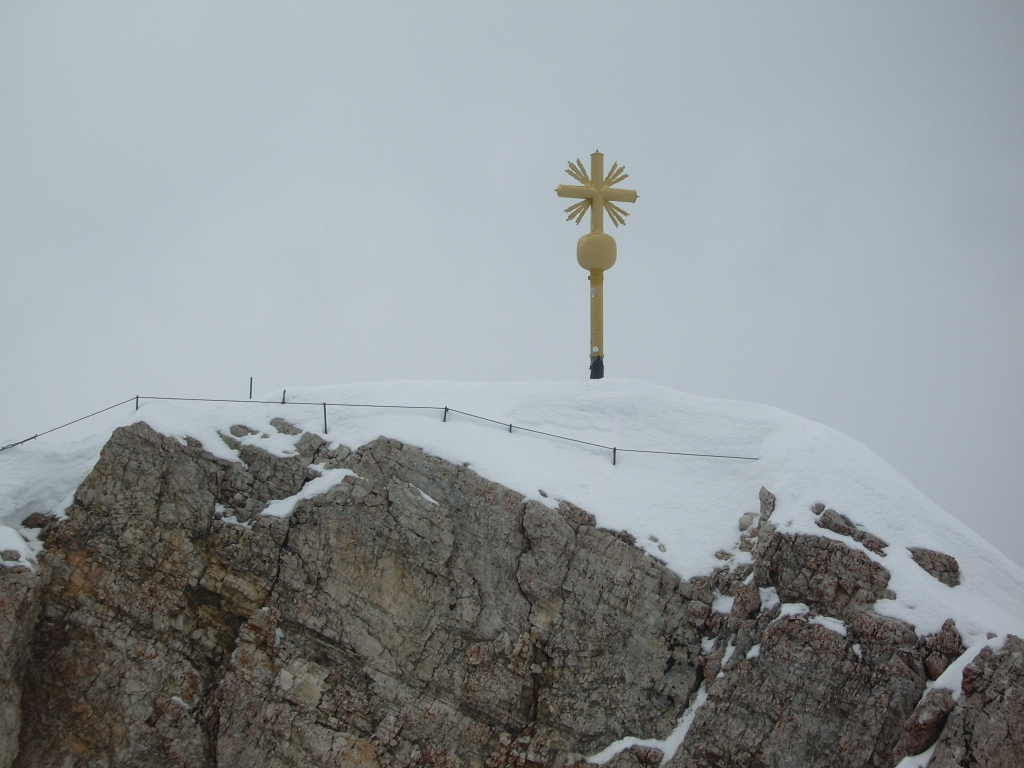
Het Gipfelkreuz op de top van de Zugspitze.

Een gipfelkreuz (Duits voor topkruis) is een kruis van hout of metaal dat op de top van een berg gemonteerd wordt.
Gipfelkreuze hebben meestal een hoogte van twee tot vier meter en staan overwegend in de Oostelijke Alpen en Duitsland, maar zijn bijvoorbeeld ook in de Verenigde Staten te vinden. In de Italiaanse Alpen staat meestal een Madonnabeeld op de top.
Gipfelkreuze worden meestal door de plaatselijke toeristenverenigingen of alpenverenigingen op de bergen gemonteerd op bergen die de boomgrens overschrijden.  Niet zelden bevindt zich bij het kruis een overkapping of waterdichte opbergmogelijkheid waarin een gipfelbuch opgeborgen is, alsmede een fles schnaps.
Rechtskundig gezien zijn gipfelkreuze in het alpengebied een fenomeen : ze worden doorgaans zonder bouwvergunning opgericht. 
Gipfelkreuze in het Duitse Middengebergte vindt men: 
- in het Fichtelgebirge (Nordostbayern) op de bergen Platte,  Hohe Matze  en in het rotsenlabyrinth van de Luisenburg  bij Wunsiedel;
- in Opper Franken bijvoorbeeld op de Schlüsselstein/Kreuzberg bij Ebermannstadt)
- in de Harz op de Kapitelsberg bij Tanne (Harz), op de Schnarchenklippen bij Schierke en op de Großen Gegenstein bij Ballenstedt.
- in Beieren op diverse bergen.
- in Goddelsheim, gemeente Lichtenfels, landkreis Waldeck-Frankenberg, Noord-Hessen

## Afbeeldingen

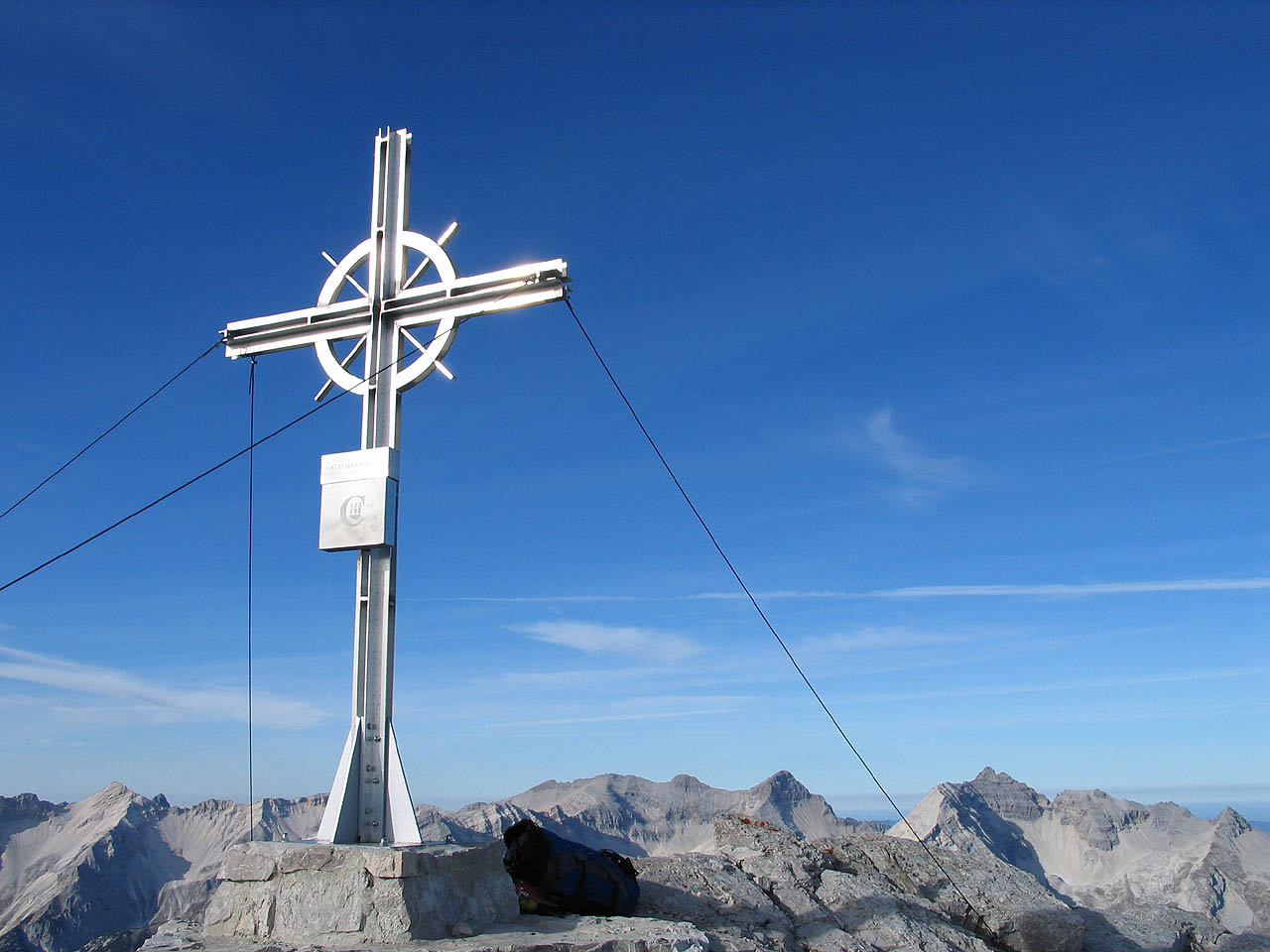
Gipfelkreuz op de Hinteren Bachofenspitze in het Karwendelgebergte
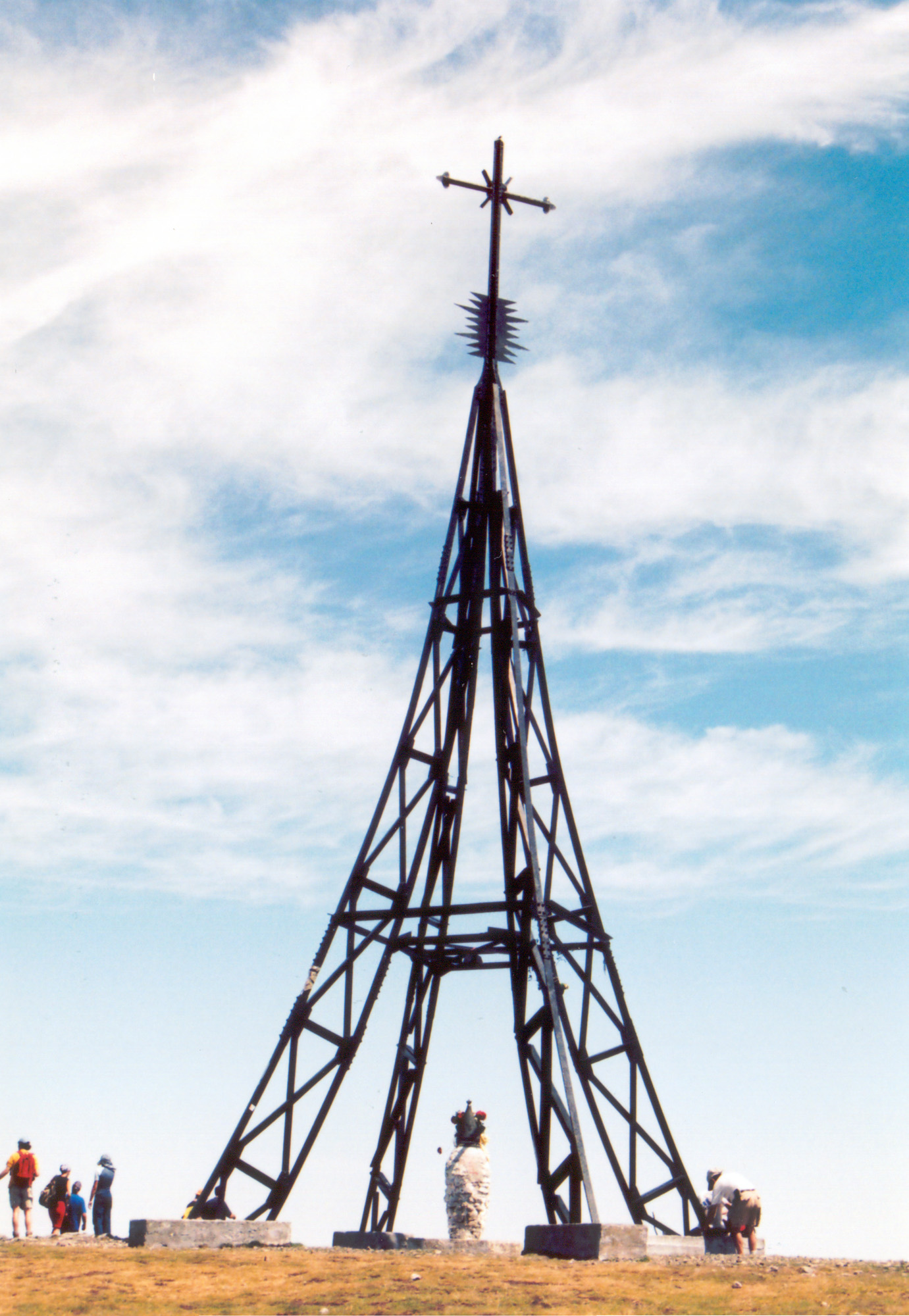
Cruz de Gorbea (Spanje)
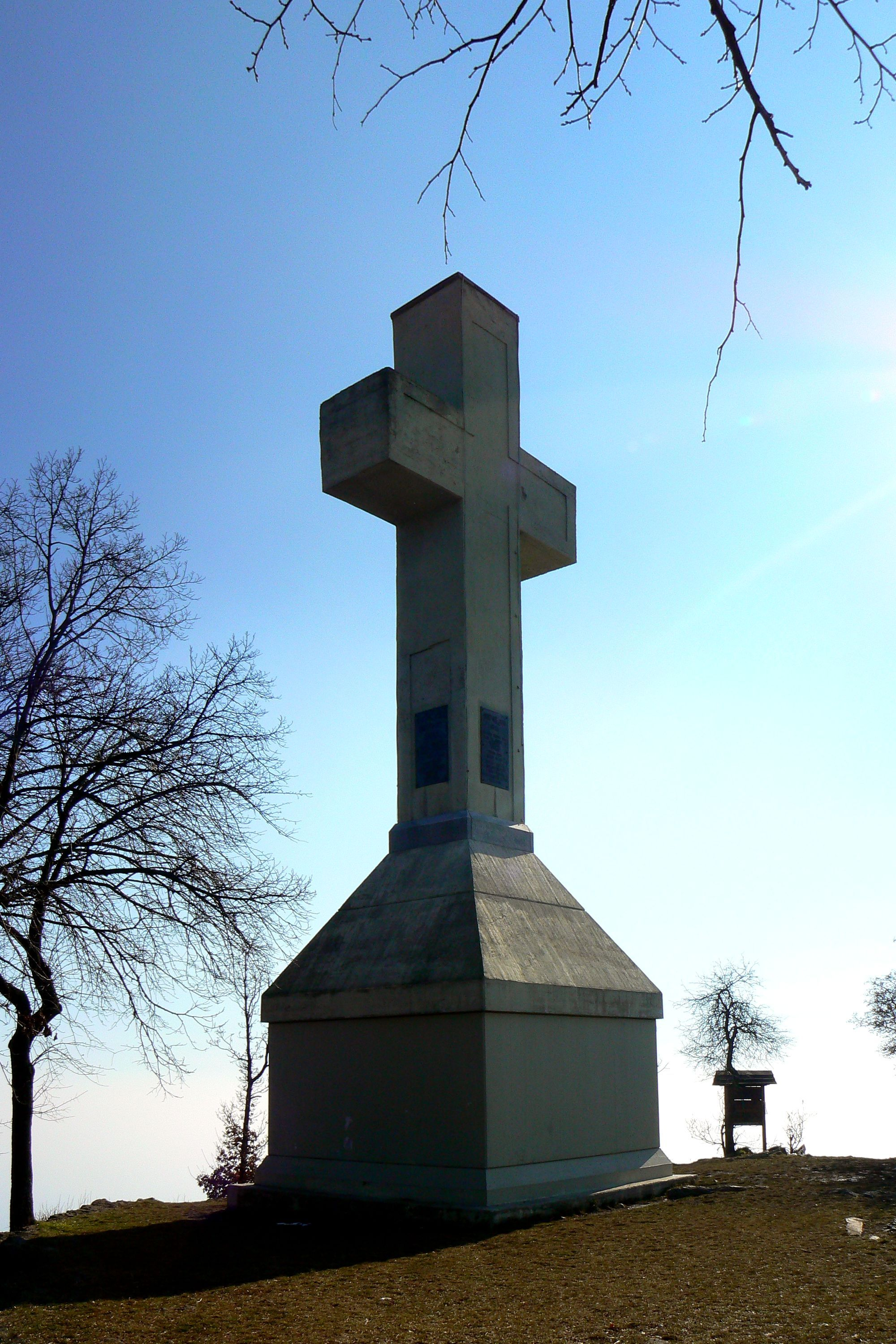
Gipfelkreuz op de Monte Musinè (Italië)
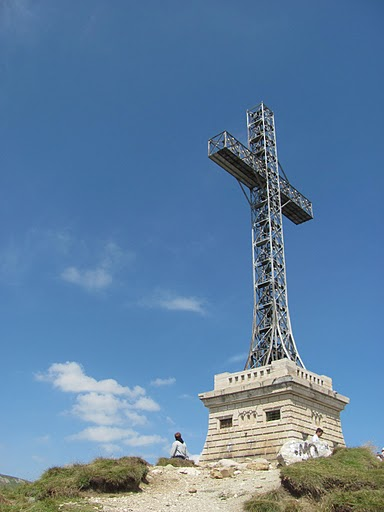
Crucea Caraiman (Bucegigebergte, Roemenië)